# Introbio
Introbio är en ort och kommun i provinsen Lecco i regionen Lombardiet i Italien. Kommunen hade 1 993 invånare (2018).